# Оффен
Оффен (фр. Hoffen) — коммуна на северо-востоке Франции в регионе Гранд-Эст (бывший Эльзас — Шампань — Арденны — Лотарингия), департамент Нижний Рейн, округ Агно-Висамбур, кантон Висамбур. До марта 2015 года коммуна административно входила в состав упразднённого кантона Сульц-су-Форе (округ Висамбур).
Площадь коммуны — 9,45 км², население — 1216 человек (2006) с тенденцией к стабилизации: 1155 человек (2013), плотность населения — 122,2 чел/км².

## Население
Население коммуны в 2011 году составляло 1169 человек, в 2012 году — 1163 человека, а в 2013-м — 1155 человек.
| 1962 | 1968 | 1975 | 1982 | 1990 | 1999 | 2006 | 2008 | 2011 | 2012 | 2013 |
| ---- | ---- | ---- | ---- | ---- | ---- | ---- | ---- | ---- | ---- | ---- |
| 503  | 462  | 1001 | 935  | 1024 | 1103 | 1216 | 1193 | 1169 | 1163 | 1155 |

Динамика населения:

## Экономика
В 2010 году из 828 человек трудоспособного возраста (от 15 до 64 лет) 681 были экономически активными, 147 — неактивными (показатель активности 82,2 %, в 1999 году — 78,9 %). Из 681 активных трудоспособных жителей работали 637 человек (362 мужчины и 275 женщин), 44 числились безработными (22 мужчины и 22 женщины). Среди 147 трудоспособных неактивных граждан 40 были учениками либо студентами, 51 — пенсионерами, а ещё 56 — были неактивны в силу других причин.

## Достопримечательности (фотогалерея)

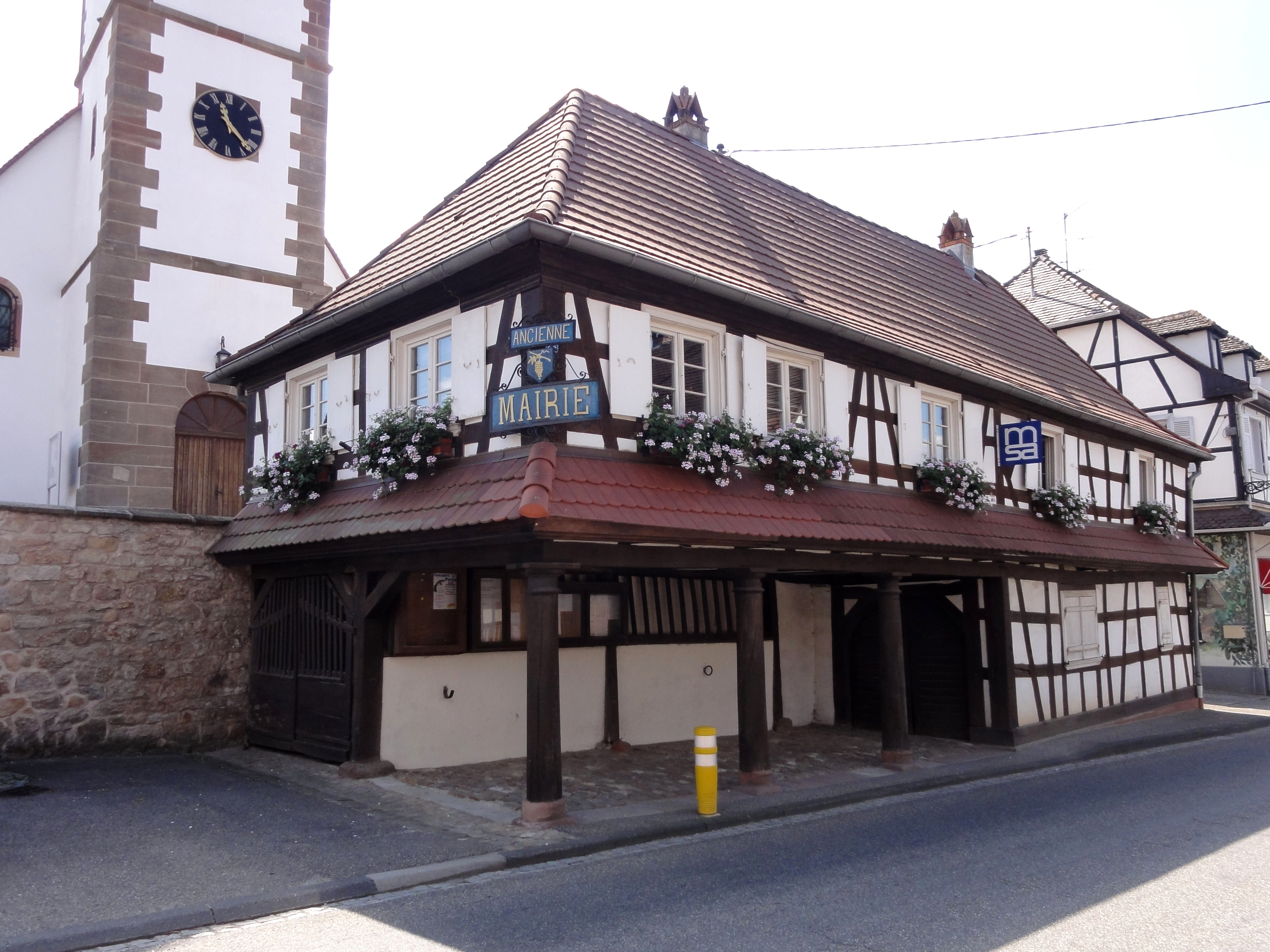
Старое здание ратуши
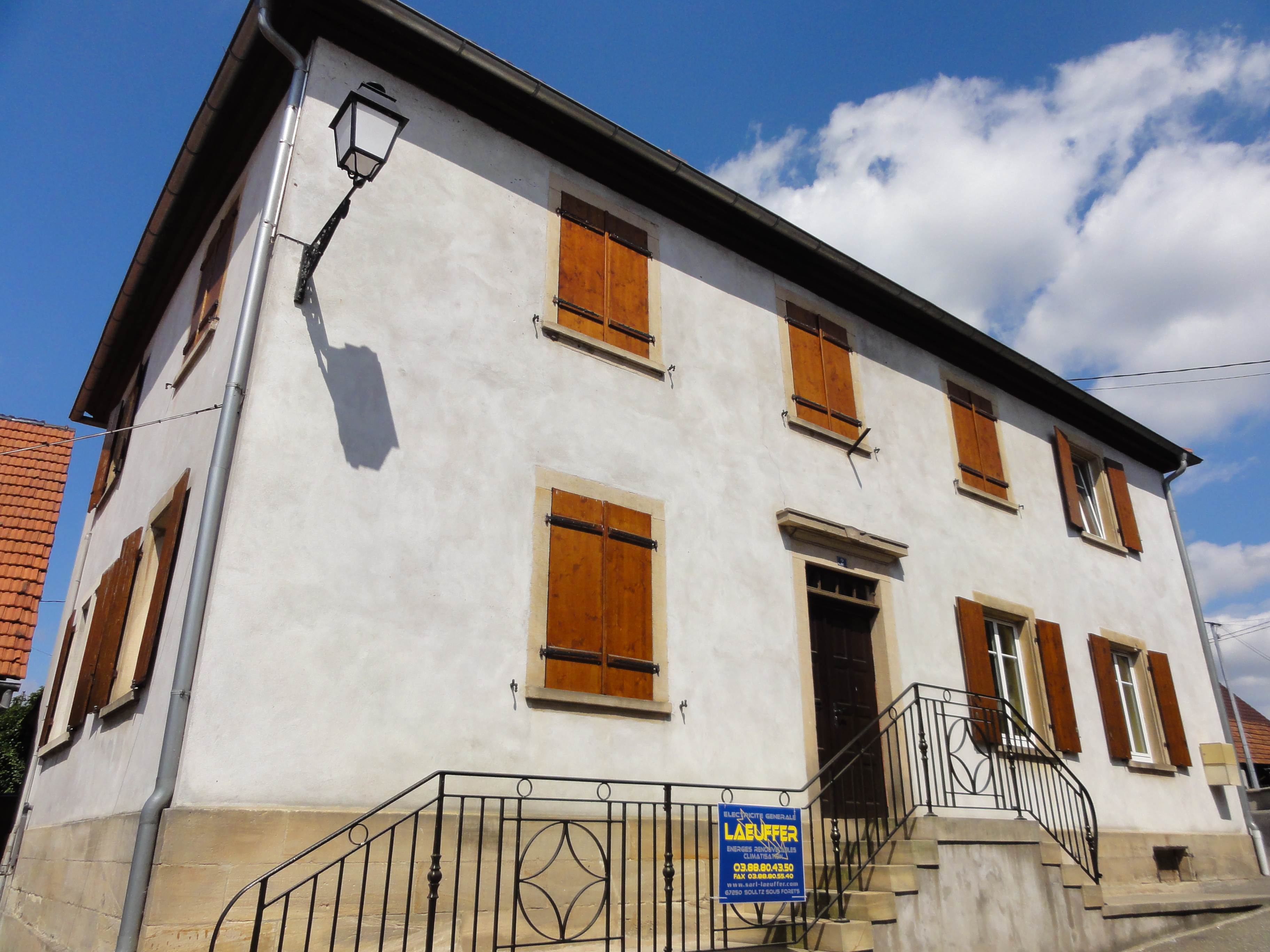
Здание школы
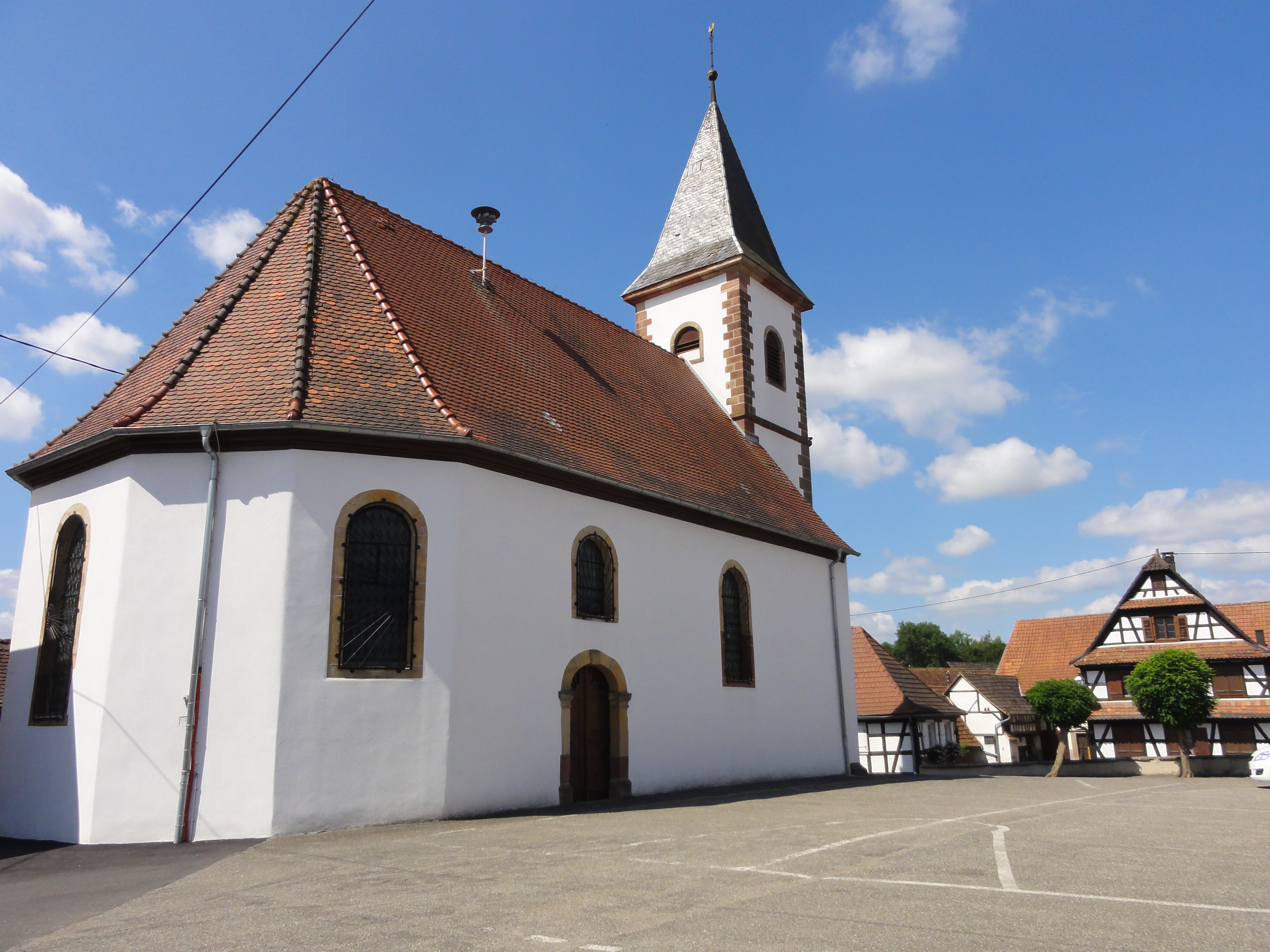
Восстановленная протестантская церковь
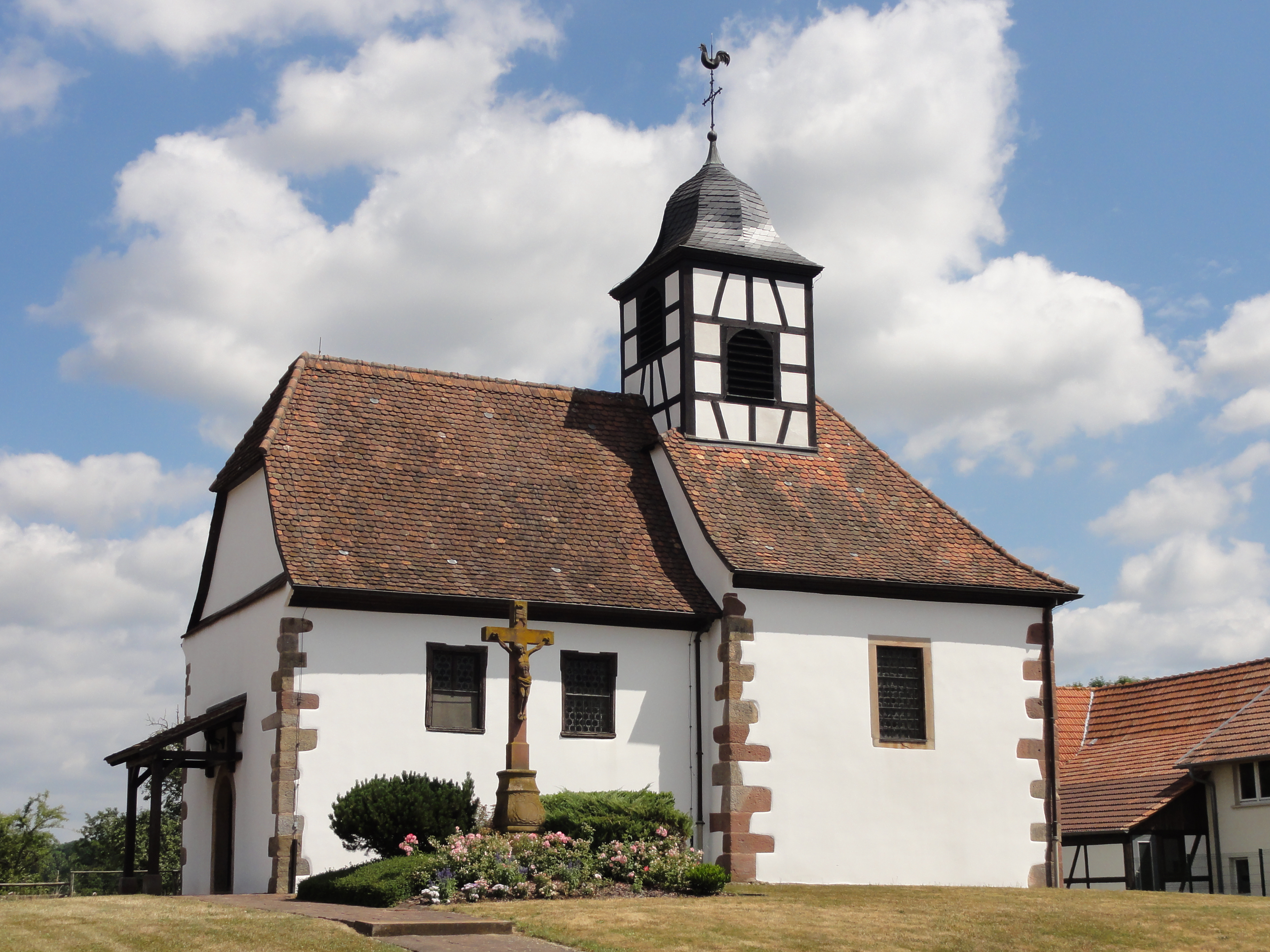
Протестантская церковь
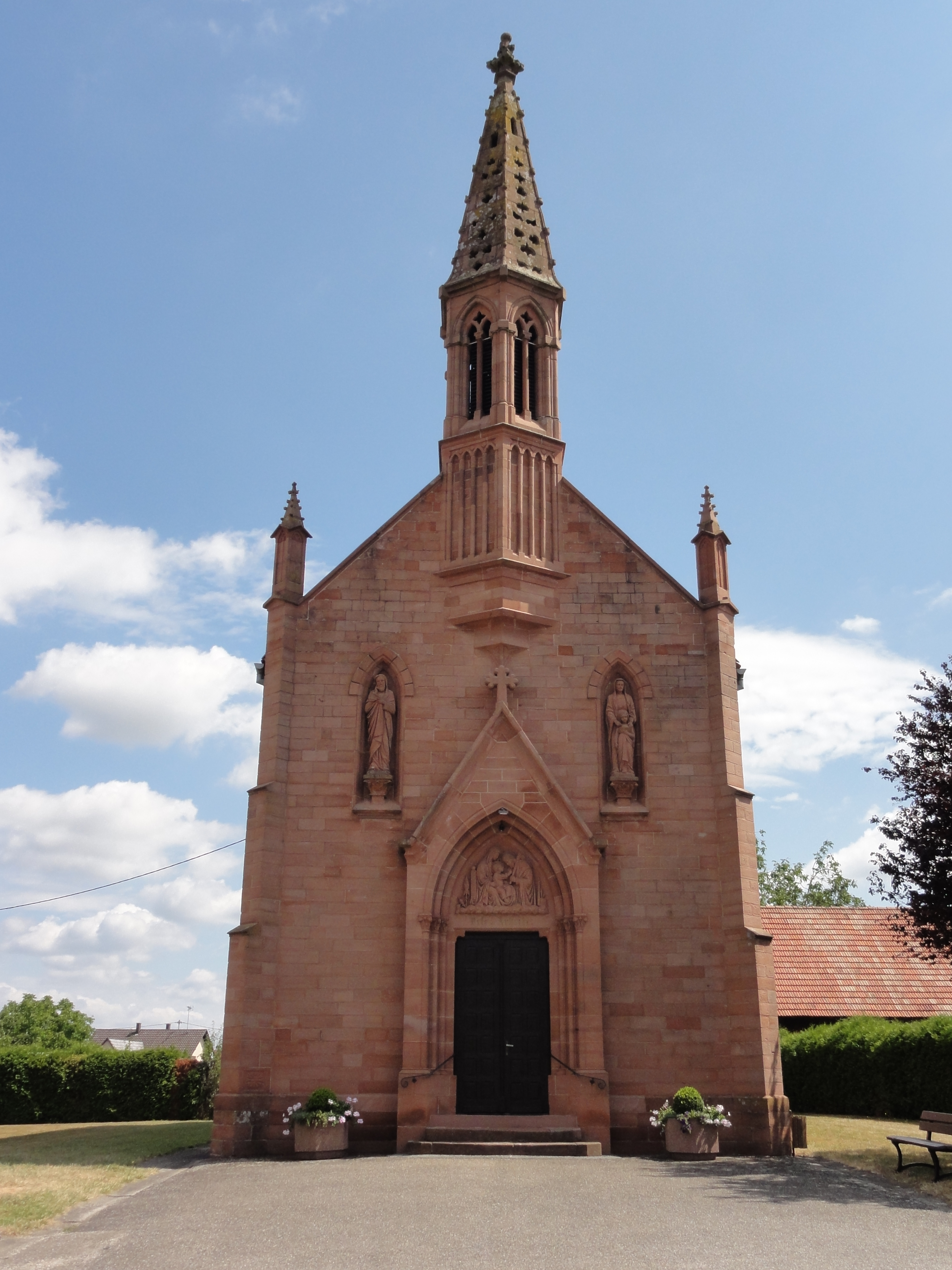
Церковь Сен-Жозеф
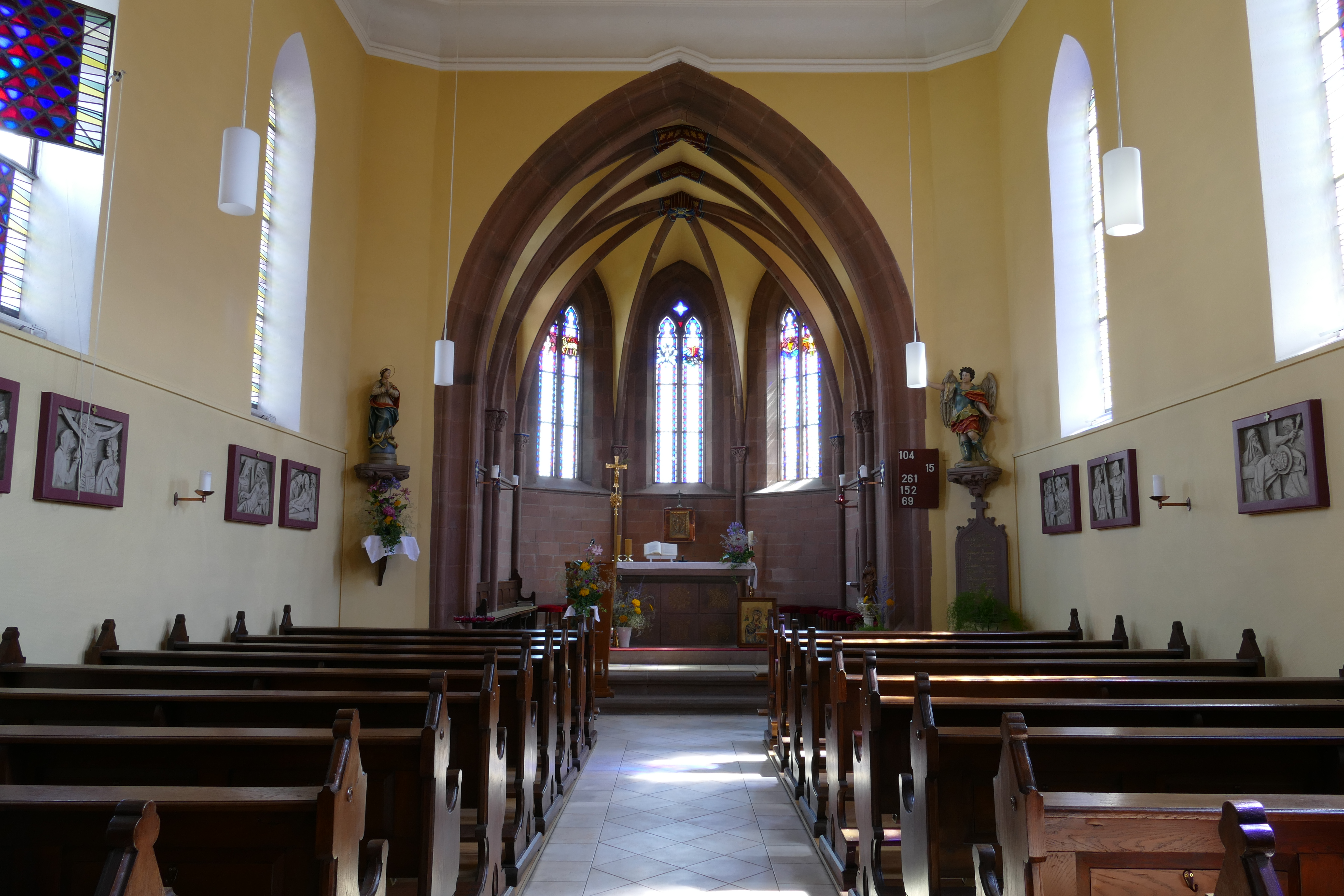
Ирнтерьер церкви Сен-Жозеф
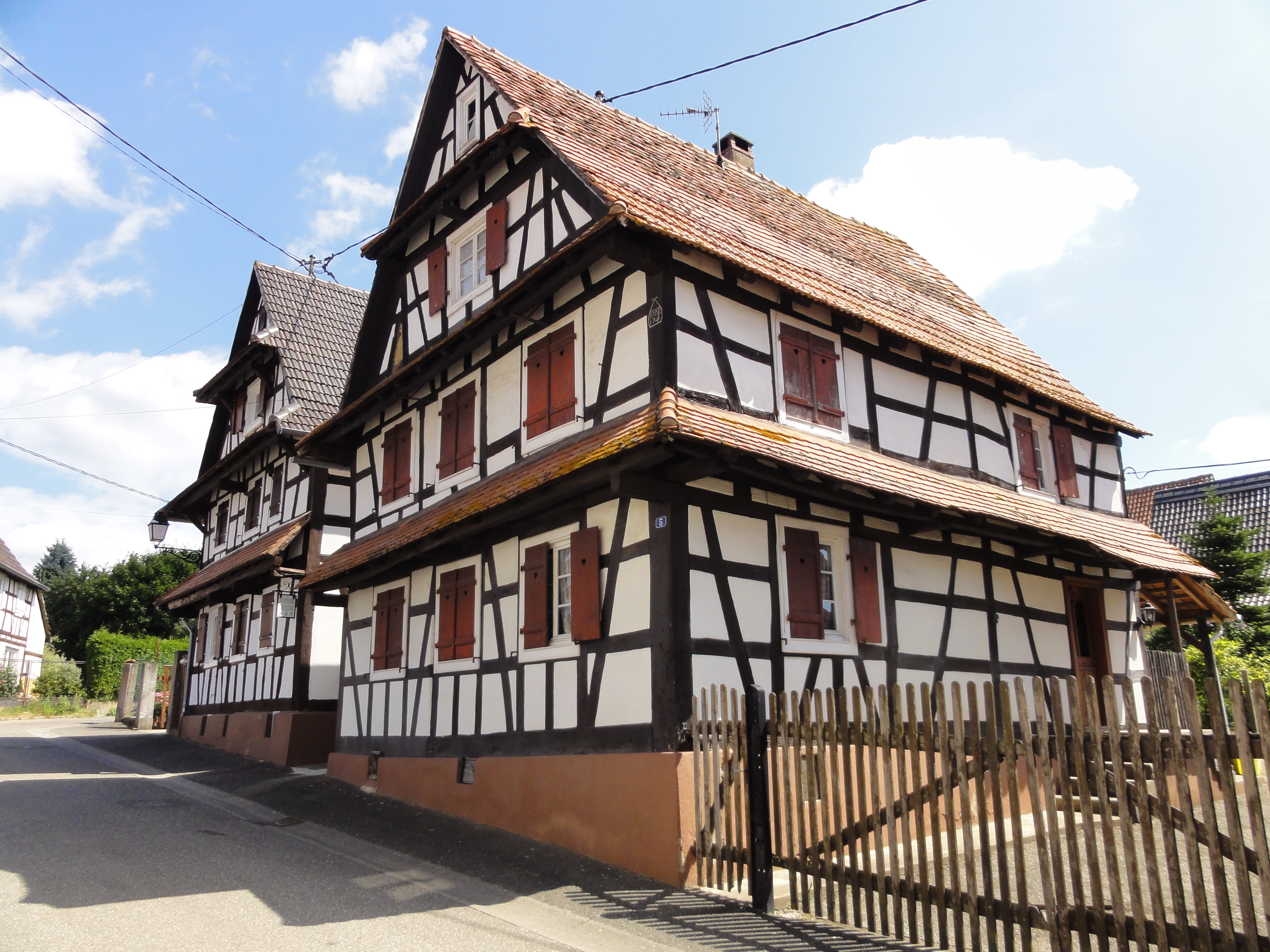
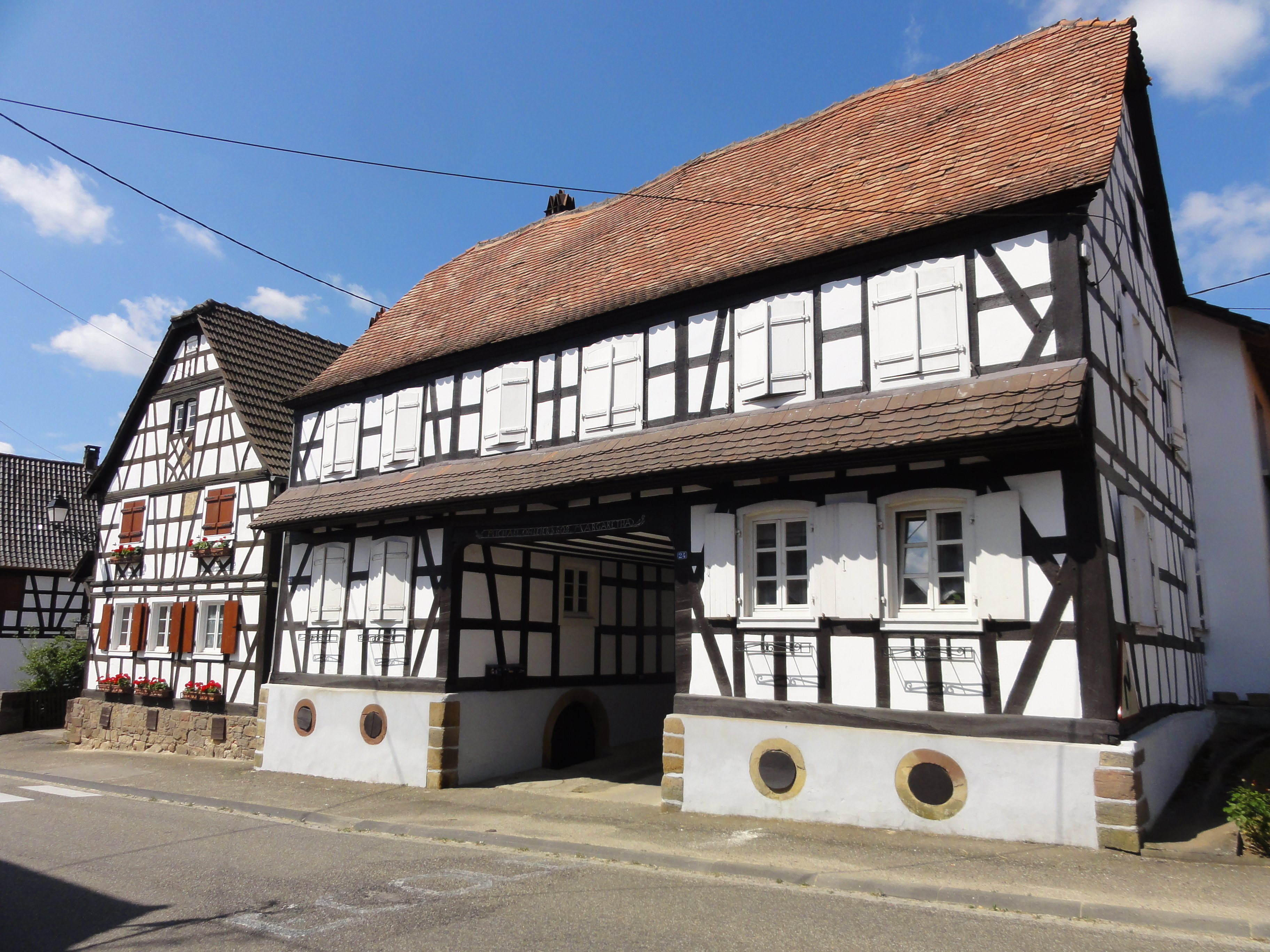
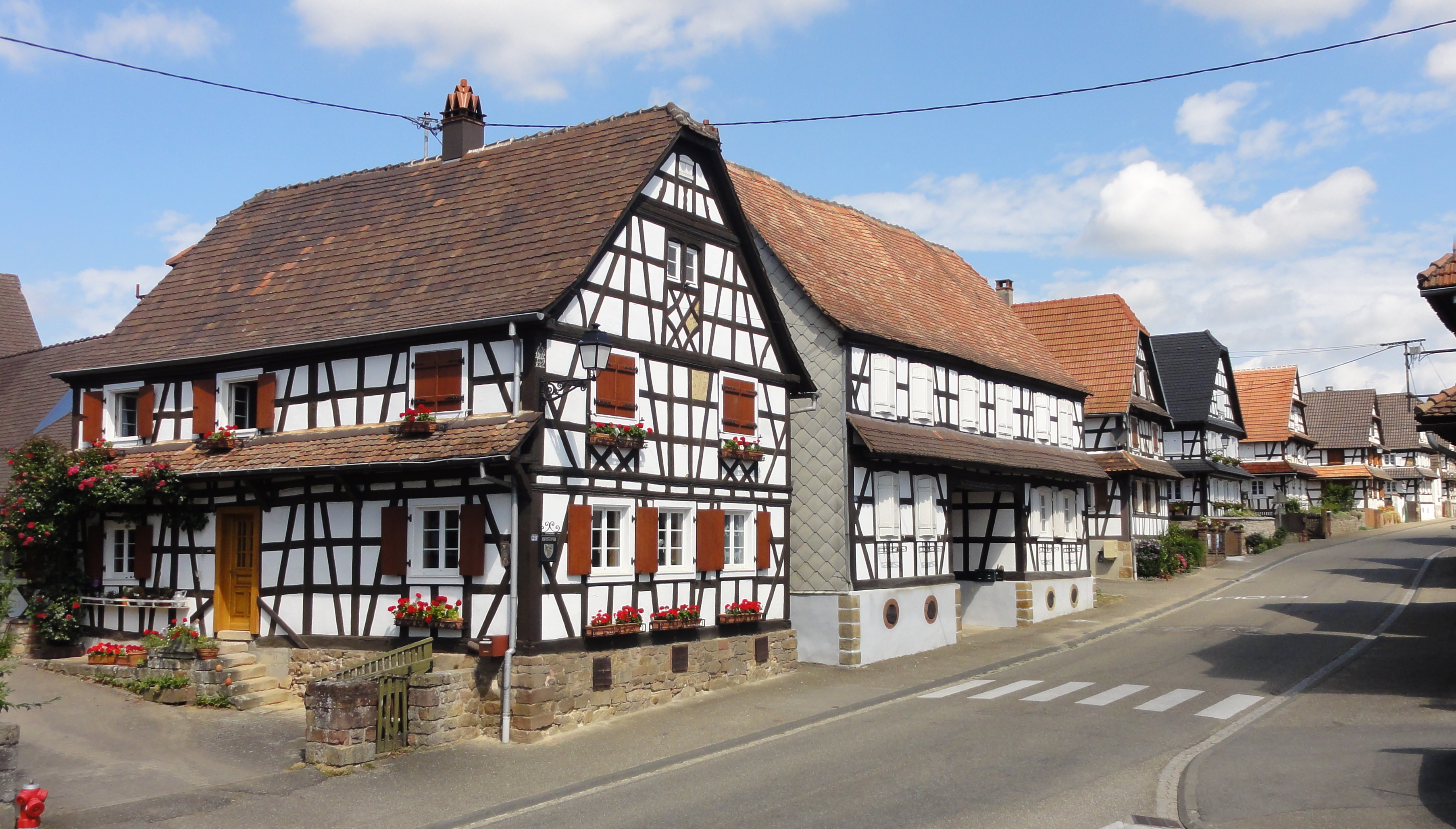
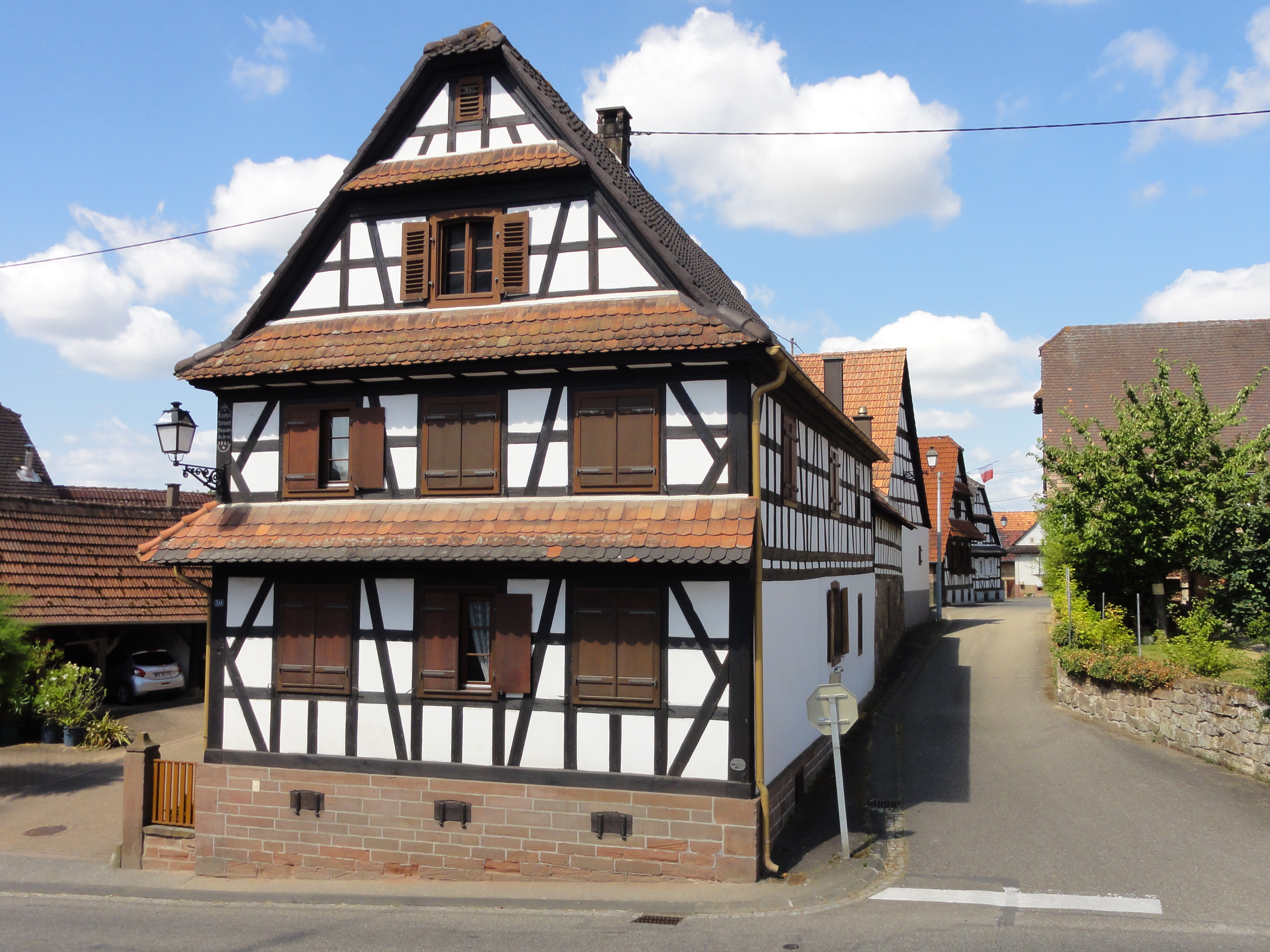
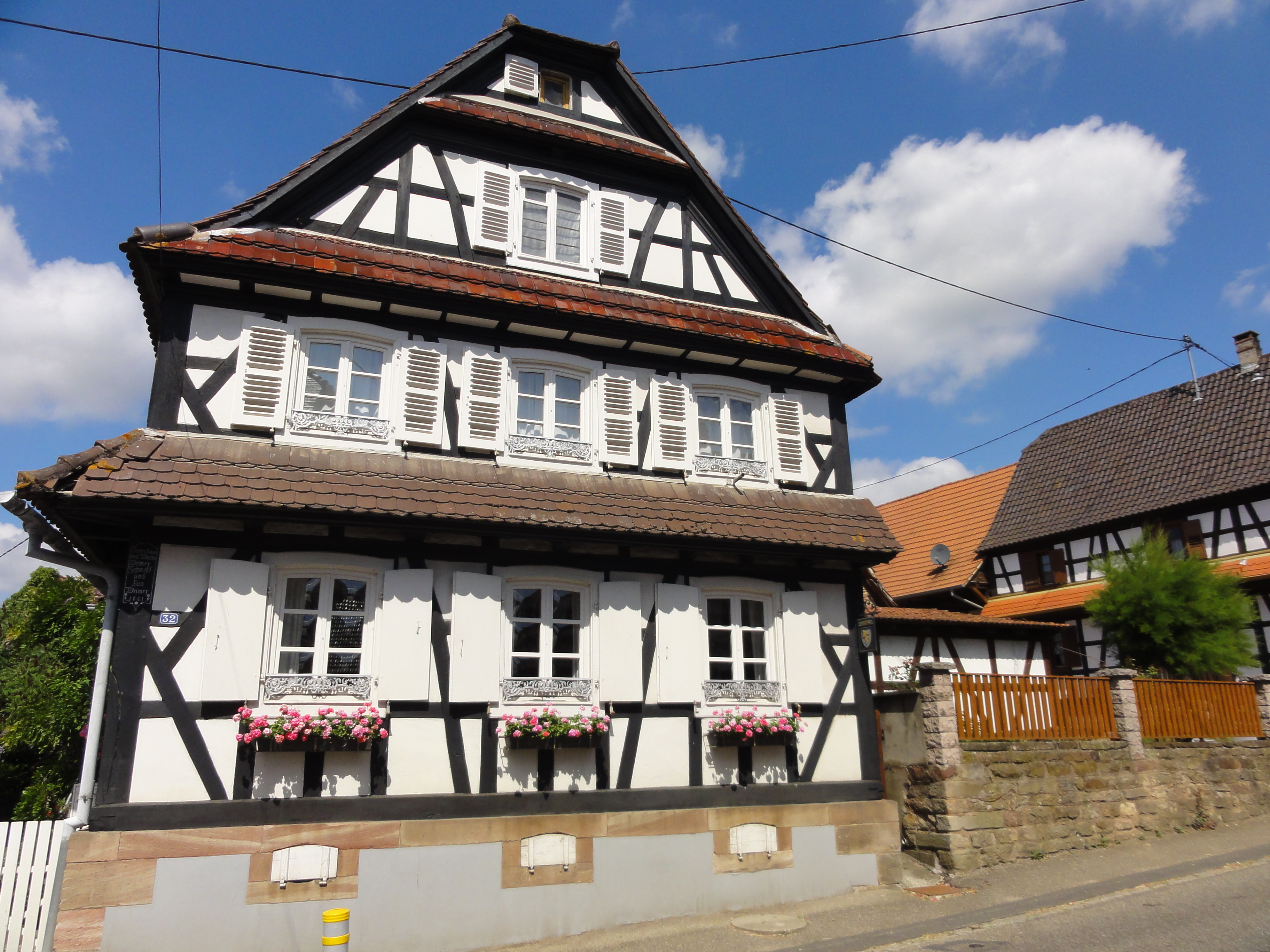
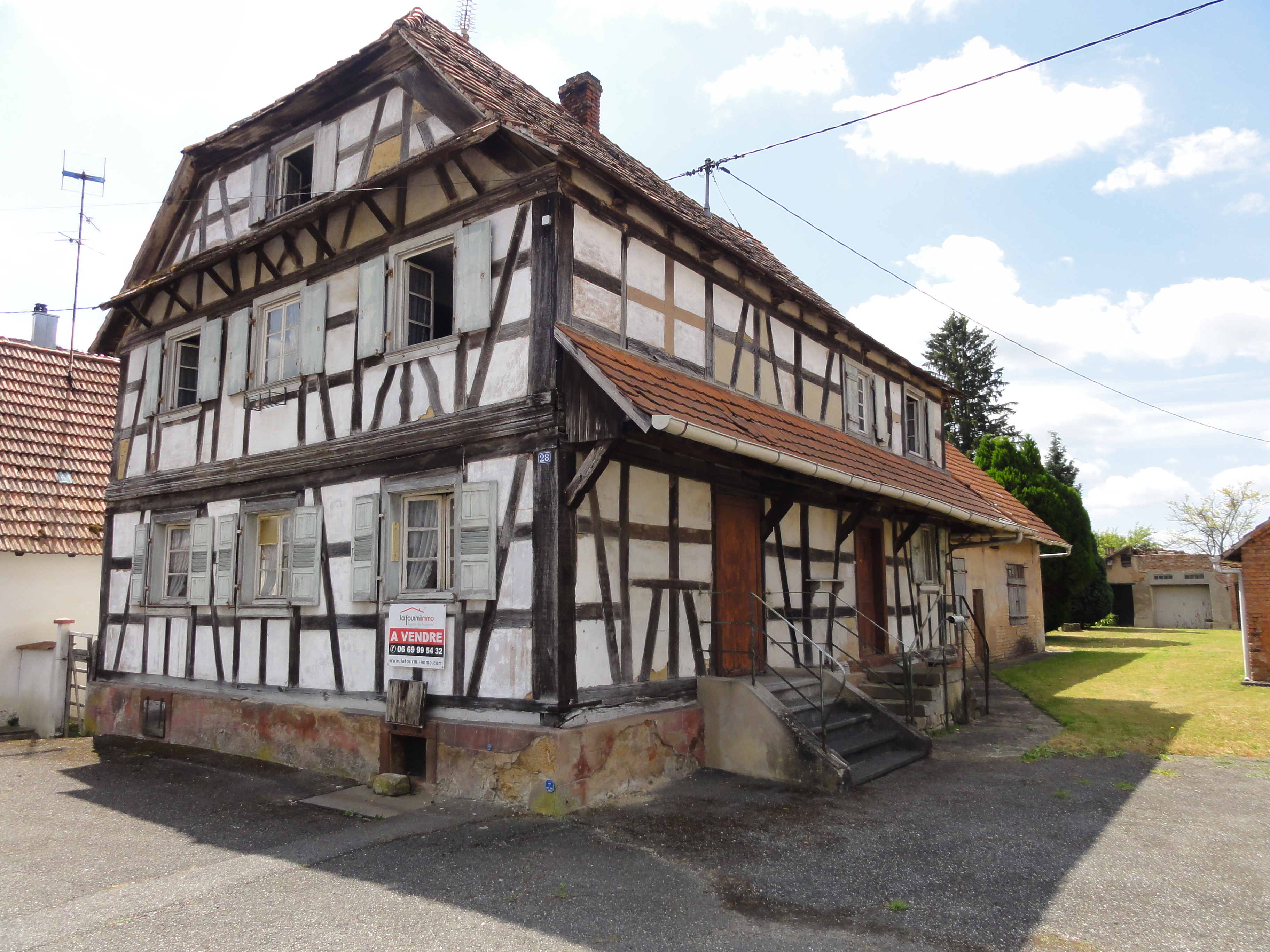